# Zhang Jiewen
Dit is een Chinese naam; de familienaam is Zhang.
Zhang Jiewen (張 潔雯) (Kanton, 4 januari 1981) is een Chinees badmintonspeelster. Zij speelde voornamelijk dubbelspel, samen met Yang Wei, met wie ze in 2004 de gouden medaille won op de Olympische Spelen in Athene. In 2005 won ze, wederom met Yang, het wereldkampioenschappen badminton, alsmede in 2007. Toen ze samen in 2008 hun olympische titel verdedigden, verloren ze in de kwartfinale van twee Japanse speelsters. Kort daarop kondigde Zhang in een persconferentie aan dat ze ging stoppen met badminton en dat ze een huwelijk plande met de Maleisische dubbelspeler Choong Tan Fook.
1992: Hwang Hye-young & Chung So-young ·
1996: Ge Fei & Gu Jun ·
2000: Ge Fei & Gu Jun ·
2004: Zhang Jiewen & Yang Wei ·
2008: Yu Yang & Du Jing ·
2012: Tian Qing & Zhao Yunlei  ·
2016: Misaki Matsutomo & Ayaka Takahashi ·
2020: Greysia Polii & Apriyani Rahayu ·
2024: Chen Qingchen & Jia Yifan